# Aka Akasaka
Aka Akasaka (赤坂アカ Akasaka Aka?, Prefectura de Niigata, Japón, 29 de agosto de 1988) es un dibujante de manga y diseñador de personajes conocido por ser el autor del manga Kaguya-sama wa Kokurasetai: Tensai-tachi no Ren'ai Zunōsen serie que fue adaptada al anime durante el año 2019 y de Oshi no Ko serie que fue adaptada al anime la cual se estrenó en abril de 2023 y que ya confirmó su segunda temporada en invierno del 2024.

## Carrera
Aka Akasaka es el seudónimo utilizado por el autor de la serie manga Kaguya-sama wa Kokurasetai: Tensai-tachi no Ren'ai Zunōsen. Akasaka era asistente de Jinsei Kataoka y Kazuma Kondou, los creadores de la serie manga Deadman Wonderland. Proporcionó, además, las ilustraciones de la vocaloid IA y la cevio ONE.
Akasaka ha utilizado el seudónimo Ogawa Hariko para firmar su obra On-site☆Report.
En un principio estuvo publicando sus trabajos en la revista Dengeki Maoh de la editorial ASCII Media Works, pero posteriormente se trasladó a la revista Young Jump de la editorial Shūeisha.
En una entrevista dirigida por la escritora Misaki Harukawa durante el año 2018, se reveló que fue influenciado por School Rumble de Jin Kobayashi para hacer Kaguya-sama wa Kokurasetai: Tensai-tachi no Renai Zunousen. Confesó, además, en la misma entrevista, que una de las historias que sigue actualmente es Chihayafuru de Yuki Suetsugu. 
En otra entrevista llevada a cabo durante el mismo año 2018, luego de ser anunciada la adaptación al anime de Kaguya-sama, detalló que en secundaria era seguidor de Neon Genesis Evangelion y que fue parte de su fuente de inspiración para el desarrollo de su obra ib- Instant Bullet; también relató que durante esa época era fiel seguidor de School Rumble. Asimismo, señaló que su padre era un programador que hacía juegos.

## Obras

### Mangas[7]
| Título                                                     | Título en japonés                            | Año de publicación | Revista           | Volúmenes | Estado     | Género                                                             |
| ---------------------------------------------------------- | -------------------------------------------- | ------------------ | ----------------- | --------- | ---------- | ------------------------------------------------------------------ |
| Kawaii Anata                                               | カワイイアナタ                               | -                  | -                 | One-shot  | Finalizado | Doujinshi                                                          |
| Hayai Hanashi ga Ikutsuka                                  | 早い話がいくつか                             | 2010               | -                 | One-shot  | Finalizado | Doujinshi, Sobrenatural, Comedia, Romance                          |
| Sayonara Piano Sonata                                      | さよならピアノソナタ                         | 2011-2012          | Dengeki Maoh      | 3         | Finalizado | Drama, Música, Seinen, Recuentos de la vida, Romance, Vida escolar |
| On-site ☆ Report                                           | On-site ☆ Report                             | 2011               | -                 | -         | Finalizado | Comedia                                                            |
| Rurihime                                                   | -                                            | 2012               | Wani Magazine     | 1         | Finalizado | Seinen, Ecchi                                                      |
| ib - Instant Bullet                                        | ib -インスタントバレット-                    | 2013-2015          | Dengeki Maoh      | 5         | Finalizado | Drama, Fantasía, Sobrenatural, Seinen, Romance                     |
| Kaguya-sama wa Kokurasetai: Tensai-tachi no Ren'ai Zunōsen | かぐや様は告らせたい～天才たちの恋愛頭脳戦～ | 2015               | Young Jump        | 28        | Finalizado | Drama, Comedia, Seinen, Romance, Vida escolar                      |
| Kaguya Wants to be Confessed to Official Doujin (Spin-off) | かぐや様は告らせたい 同人版                  | 2018               | Shueisha          | 4         | Finalizado | Drama, Comedia, Ecchi                                              |
| Kaguya-sama wo Kataritai (Spin-off)                        | かぐや様を語りたい                           | 2018               | Young Jump        | 1         | En curso   | Comedia, Seinen, Vida escolar                                      |
| Oshi no Ko                                                 | 【推しの子】                                 | 2020               | Young Jump        | 16        | Finalizado | Seinen                                                             |
| Renai Daikou                                               | 恋愛大好き                                   | 2023               | Weekly Young Jump | 1         | Finalizado | Seinen                                                             |

### Novelas ligeras
| Título                         | Título en japonés                    | Año de publicación | Volúmenes | Estado     | Género                                | Cargo |
| ------------------------------ | ------------------------------------ | ------------------ | --------- | ---------- | ------------------------------------- | ----- |
| Mojo-kai no I-do-la na Nichijō | も女会の不適切〈アイ・ド・ラ〉な日常 | 2012               | 3         | Finalizado | Drama, Comedia, Romance, Vida escolar | Arte  |
| Ren'ai Hero                    | 恋愛ヒーロー                         | 2013               | 2         | Finalizado | Romance                               | Arte  |

## Premios y nominaciones
| Año  | Premio                       | Categoría                            | Obra                                                       | Resultado     | Refs.  |
| ---- | ---------------------------- | ------------------------------------ | ---------------------------------------------------------- | ------------- | ------ |
| 2015 | Next Manga Award             | Manga que quiero vender en el futuro | Ib: Instant Bullet                                         | 13.ª Posición | [ 18 ] |
| 2017 | Next Manga Award             | Manga Impreso                        | Kaguya-sama wa Kokurasetai: Tensai-tachi no Ren'ai Zunōsen | Ganador       | [ 19 ] |
| 2020 | Premio Shōgakukan            | Manga General                        | Kaguya-sama wa Kokurasetai: Tensai-tachi no Ren'ai Zunōsen | Ganador       | [ 20 ] |
| 2020 | BookWalker Awards            | Gran Premio                          | Kaguya-sama wa Kokurasetai: Tensai-tachi no Ren'ai Zunōsen | Ganador       | [ 21 ] |
| 2021 | Manga Taishō                 | —                                    | Oshi no Ko                                                 | 5.ª Posición  | [ 22 ] |
| 2021 | Next Manga Award             | Manga Impreso                        | Oshi no Ko                                                 | Ganador       | [ 23 ] |
| 2022 | Premio Shōgakukan            | Manga General                        | Oshi no Ko                                                 | Nominado      | [ 24 ] |
| 2022 | Premio Cultural Tezuka Osamu | Gran Premio                          | Oshi no Ko                                                 | Nominado      | [ 25 ] |
| 2022 | Manga Taishō                 | —                                    | Oshi no Ko                                                 | 8.ª Posición  | [ 26 ] |
| 2022 | Premio de Manga Kōdansha     | Manga General                        | Oshi no Ko                                                 | Nominado      | [ 27 ] |